# Datación rubidio-estroncio
El método de datación mediante rubidio-estroncio es una técnica de datación radiométrica utilizado para determinar la edad de rocas y minerales a partir de las cantidades que contienen de los isótopos de rubidio (87Rb) y de estroncio (87Sr, 86Sr).
Este método se basa en la desintegración beta del 87Rb (uno de los dos isotopos del rubidio que se presentan de forma natural) que decae al 87Sr con un período de semidesintegración de 48 800 millones de años. Además, el rubidio es un elemento sumamente incompatible que, durante la cristalización fraccionada de la corteza terrestre, permanece en la mezcla magmática fundida en vez de formar parte de los minerales del manto. El «hijo» radiogénico  87Sr, producido en este proceso de decaimiento, también fue producido en los ciclos de nucleosíntesis estelar anteriores a la creación del sistema solar.
Diferentes minerales en un determinado entorno geológico pueden tener a lo largo del tiempo diferentes relaciones de estroncio 87 radiogénico con respecto al estroncio 86 que se encuentra en la naturaleza, de modo que se puede determinar su edad mediante la medición de 87Sr/86Sr con un espectrómetro de masa, a partir de conocer la cantidad de 87Sr que existía cuando se formó la roca o el mineral, y calculando la cantidad de 87Rb a partir de medir el contenido de rubidio y la relación de masa de  85Rb/87Rb.
Si estos minerales cristalizaron a partir de la misma masa fundida de silicatos, cada mineral tuvo la misma relación inicial 87Sr/86Sr que su «padre» en la masa fundida. Sin embargo, como el rubidio es substituido por el potasio en los minerales y esos minerales poseen diferentes relaciones K/Ca, los minerales tendrán diferentes relaciones Rb/Sr.
Durante la cristalización fraccionada, el Sr tiende a concentrase en plagioclasa, dejando al rubidio en la fase líquida. Por lo tanto la relación Rb/Sr en el magma residual puede aumentar a lo largo del tiempo, dando lugar a rocas con relaciones de  Rb/Sr más elevadas con diferenciación creciente. 
Relaciones altas (de 10 o más) ocurren en las pegmatitas. Generalmente, la relación Rb/Sr aumenta en el orden plagioclasa, hornblenda, feldespatos de potasio, biotita, moscovita. Por lo tanto, dado el tiempo suficiente para la producción significativa (crecimiento interno) de 87Sr radiogénico , medidos los valores 87Sr / 86Sr  serán diferentes en los minerales, aumentando en el mismo orden.
Este esquema se usa para datar rocas ígneas y metamórficas antiguas, y también se ha usado para datar muestras lunares. Las temperaturas de cierre son tan altas que no son motivo de preocupación. La datación rubidio-estroncio no es tan precisa como la  datación uranio-plomo, con errores de 30-50 millones de años para una muestra de 3000 millones de años.
El desarrollo de esta técnica fue producto de los trabajos de los químicos alemanes Otto Hahn y Fritz Strassmann, quienes luego descubrirían la fisión nuclear en diciembre de 1938.